# Ivy (Elisa-album)
Ivy is het zesde album van de Italiaanse singer-songwriter Elisa, uitgebracht in 2010.

## Achtergrondinformatie
Het album bevat nieuwe nummers, akoestische versies van oude nummers en covers, namelijk 1979 van de Amerikaanse alternatieve rockband Smashing Pumpkins, Pour que l'amour me quitte (als duet met Giorgia) van de Franse zangeres Camille, Ho messo via van Ligabue en I Never Came van Queens of the Stone Age, een Amerikaanse rockband. Anche tu, anche se (non trovi le parole) is een nieuwe versie van Anche se non trovi le parole - uit het vorige album Heart - waarin de rapper Fabri Fibra te horen is. In een speciale editie wordt het album samen met een dvd verkocht die een documentaire over Ivy en live optredens bevat.

## Nummers
| Nr. | Titel                                                        | Schrijver(s)                                    | Duur |
| --- | ------------------------------------------------------------ | ----------------------------------------------- | ---- |
| 1.  | Lullaby                                                      | Elisa Toffoli                                   | 4:11 |
| 2.  | Sometime Ago                                                 | Toffoli                                         | 4:24 |
| 3.  | Fresh Air                                                    | Toffoli                                         | 3:11 |
| 4.  | Ti vorrei sollevare (akoestische versie)                     | Toffoli                                         | 4:28 |
| 5.  | Una poesia anche per te (akoestische versie)                 | Toffoli                                         | 5:21 |
| 6.  | Nostalgia                                                    | Toffoli • Andrea Rigonat                        | 4:54 |
| 7.  | Qualcosa che non c'è (akoestische versie)                    | Toffoli                                         | 5:19 |
| 8.  | Rainbow (akoestische versie)                                 | Toffoli                                         | 4:30 |
| 9.  | Gli ostacoli del cuore (akoestische versie)                  | Luciano Ligabue                                 | 4:24 |
| 10. | 1979 (Smashing Pumpkins cover)                               | Billy Corgan                                    | 4:22 |
| 11. | Pour que l'amour me quitte (feat. Giorgia) (Camille cover)   | Camille Dalmais                                 | 3:15 |
| 12. | Anche tu, anche se (non trovi le parole) (feat. Fabri Fibra) | Toffoli • Fabrizio Tarducci • Rigonat           | 3:37 |
| 13. | It Is What It Is (akoestische versie)                        | Toffoli                                         | 4:22 |
| 14. | Eppure sentire (un senso di te) (akoestische versie)         | Paolo Buonvino • Toffoli                        | 3:40 |
| 15. | Ho messo via (Ligabue cover)                                 | Ligabue                                         | 3:50 |
| 16. | I Never Came (Queens of the Stone Age cover)                 | Joey Castillo • Joshua Homme • Troy Van Leeuwen | 4:23 |
| 17. | Forgiveness (akoestische versie)                             | Toffoli                                         | 4:26 |

iTunes-editie
| Nr. | Titel                   | Schrijver(s)      | Duur |
| --- | ----------------------- | ----------------- | ---- |
| 6.  | Nostalgia (radioversie) | Toffoli • Rigonat |      |
| 18. | Nostalgia               | Toffoli • Rigonat | 4:26 |

## Muzikanten
- Zang: Elisa Toffoli, Giorgia Todrani (Pour que l'amour me quitte)
- Rap: Fabrizio Tarducci (Anche tu, anche se (non trovi le parole))
- Gitaar: Andrea Rigonat
- Basgitaar (elektrisch & akoestisch): Max Gelsi
- Piano: Simone Bertolotti, Elisa Toffoli (Lullaby, Fresh Air, Qualcosa che non c'è, 1979, I Never Came), Rita Marcotulli (Fresh Air)
- Hammondorgel: Gianluca Ballarin
- Harmonium: Gianluca Ballarin
- Mellotron: Simone Bertolotti
- Drumstel: Andrea Fontana
- Slagwerk: Andrea Fontana, Elisa Toffoli (1979)
- Glockenspiel: Simone Bertolotti
- Strijkinstrumenten: Davide Rossi (Lullaby, Rainbow)
- Viool: Mauro Pagani (It Is What It Is)
- Dwarsfluit: Elisabetta Maineri (Fresh Air)
- Achtergrondzang: Elisabette Maineri, Nicole Pellicani, Silvia Smaniotto, Piccolo Coro Artemia di Torviscosa

## Hitlijsten
Het album piekte op de vierde plaats in de Italiaanse charts. Het werd platinum verklaard in Italië, met meer dan 100 000 verkochte exemplaren.
Singles
- Nostalgia (2010)
- Sometime Ago (2011)

## Videoclips
- Sometime Ago (2011) - Regisseur: Marco Salom